# Бейвілл (Нью-Йорк)
Бейвілл (англ. Bayville) — селище (англ. village) в США, в окрузі Нассау штату Нью-Йорк. Населення — 6748 осіб (2020).

## Географія
Бейвілл розташований за координатами 40°54′26″ пн. ш. 73°33′40″ зх. д. / 40.90722° пн. ш. 73.56111° зх. д. (40.907257, -73.561166).  За даними Бюро перепису населення США в 2010 році селище мало площу 4,02 км², з яких 3,76 км² — суходіл та 0,26 км² — водойми.

## Демографія
Згідно з переписом 2010 року, у селищі мешкало 6669 осіб у 2471 домогосподарстві у складі 1793 родин. Густота населення становила 1660 осіб/км².  Було 2651 помешкання (660/км²).
Расовий склад населення:
| - 95,0 % — білих - 1,7 % — азіатів - 0,4 % — корінних американців - 0,3 % — чорних або афроамериканців - 1,2 % — осіб інших рас |

До двох чи більше рас належало 1,4 %. Частка іспаномовних становила 6,5 % від усіх жителів.
За віковим діапазоном населення розподілялося таким чином: 21,7 % — особи молодші 18 років, 62,5 % — особи у віці 18—64 років, 15,8 % — особи у віці 65 років та старші. Медіана віку мешканця становила 45,6 року. На 100 осіб жіночої статі у селищі припадало 93,6 чоловіків;  на 100 жінок у віці від 18 років та старших — 91,1 чоловіків також старших 18 років.
Середній дохід на одне домашнє господарство  становив 123 671 долар США (медіана — 101 221), а середній дохід на одну сім'ю — 143 766 доларів (медіана — 119 758). Медіана доходів становила 82 100 доларів для чоловіків та 61 263 долари для жінок. За межею бідності перебувало 5,7 % осіб, у тому числі 4,9 % дітей у віці до 18 років та 6,9 % осіб у віці 65 років та старших.
Цивільне працевлаштоване населення становило 3314 осіб. Основні галузі зайнятості: освіта, охорона здоров'я та соціальна допомога — 29,9 %, науковці, спеціалісти, менеджери — 15,7 %, будівництво — 8,1 %, транспорт — 7,8 %.